# NGC 6954
NGC 6954 este o galaxie situată în constelația Delfinul. A fost descoperită în 28 iunie 1863 de către Albert Marth.